# Полярная тундра
Поля́рная ту́ндра (англ. High Arctic tundra, фр. Toundra du Haut-Arctique). — североамериканский экологический регион тундры, выделяемый Всемирным фондом дикой природы.

## Расположение
Полярная тундра простирается от острова Банкс на западе до восточной оконечности Баффиновой Земли и севера Квебека.